# Daohugopilio sheari
 (mai 2021).
Daohugopilio
Genre
Espèce
Daohugopilio sheari, unique représentant du genre Daohugopilio, est une espèce fossile d'opilions eupnois.

## Distribution
Cette espèce a été découverte à Daohugou dans le xian de Ningcheng en Mongolie-Intérieure en Chine. Elle date du Jurassique.

## Description
L'holotype mesure 3,3 mm.

## Étymologie
Cette espèce est nommée en l'honneur de William A. Shear.

## Publication originale
- Huang, Selden & Dunlop, 2009 : « Harvestmen (Arachnida: Opiliones) from the Middle Jurassic of China. » Naturwissenschaften, vol. 96, no 8, p. 955–962.